# تانيا مارس
تانيا مارس هي فنانة فيديو كندية، ولدت في 1948 في مونرو في الولايات المتحدة.

## وصلات خارجية
- الموقع الرسمي